# Maria Szeliga
Maria Szeliga, född 8 november 1952, är en polsk bågskytt. Hon deltog vid olympiska sommarspelen 1980.